# 好彩撞到你
《好彩撞到你》，是1984年上映的一部香港恐怖鬼片，由丁善璽執導，吳思遠監製，陳百祥、喻可欣、黃韻詩、黃錦燊主演。

## 劇情
吳叻（陳百祥 飾）為小報記者，經常自吹自擂，閒時撰寫電影劇本，但被認為是垃圾作品。某日遇見與包租婆（黃韻詩 飾）之女沈芳芳容貌相似，但衣著高貴之女郎，其自稱為富商羅某之養女張薇薇（喻可欣 飾）。次晨，薇薇贈叻一頸飾及賽馬情報，後頸飾被芳芳奪去。金編劇（田青 飾）適由泰國回港，有意寫上流社會謀財害命之劇，邀叻合作，新劇完成後交由導演籌備拍攝。薇薇旅遊多日未返，叻回家見芳芳戴著薇薇送贈之頸飾，其姿態宛若薇薇。叻其後發現薇薇早前已在曼谷遇害，其靈魂以頸飾作媒介，附在芳芳體內，與金編劇一同為借叻之手撰寫劇本，芳芳主演其生前事蹟，將謀殺案於電影公佈及伸冤。

## 演員表
| 演員         | 角色                                                                        |
| 陳百祥       | 吳叻 阿叻 記者，兼職電影編劇                                                |
| 喻可欣       | 沈芳芳 包租婆之女 被張薇薇鬼魂附身主演有關張薇薇被謀殺的電影                |
| 喻可欣       | 張薇薇(附身) 羅姓富豪之養女 羅朝新義妹 到泰國鄭王廟旅遊時被羅朝新殺害       |
| 黃韻詩       | 包租婆                                                                      |
| 黃錦燊       | 羅朝新 張薇薇之義兄 為獨佔遺產於泰國鄭王廟殺害張薇薇                        |
| 劉丹         | 導演                                                                        |
| 顏國樑       | 報館社長                                                                    |
| 田青         | 金大編劇 於泰國旅遊時撞破羅朝新殺害張薇薇事件而被滅口，鬼魂要求阿叻幫助追兇 |
| 林建明       |                                                                             |
| 關雪麗       |                                                                             |
| 吳杭生       |                                                                             |
| 日本仔       |                                                                             |
| 林輝煌       |                                                                             |
| 李春華       |                                                                             |
| 鄭孟霞       |                                                                             |
| 林威         |                                                                             |
| 周潤堅       |                                                                             |
| Glen Thomson |                                                                             |
| 梁克遜       |                                                                             |
| Ken Boyle    |                                                                             |
| 鄧煜榮       |                                                                             |

## 電影歌曲

### 片頭曲
| 歌名               | 演唱者 | 作曲 | 填詞 |
| 〈阿叻天生做主角〉 | 譚錫禧 | 不明 | 不明 |

### 主題曲
| 歌名           | 演唱者 | 作曲 | 填詞 |
| 〈好彩撞倒你〉 | 譚錫禧 | 韋然 | 韋然 |

## 電影取景

### 泰國
- 鄭王廟